# Indirana beddomii
Indirana beddomii es una especie de anfibio anuro de la familia Ranixalidae. Es endémica de los Ghats occidentales en la India. Se encuentra en hábitats riparios y es terrestre.

## Publicación original
- Günther, 1876 "1875" : Third report on collection of Indian reptiles obtained by British Museum. Proceedings of the Zoological Society of London, vol. 1875, p.|567-577 (texto integral).